# Wileńskie Towarzystwo Pożyczkowo-Oszczędnościowe
Wileńskie Towarzystwo Pożyczkowo-Oszczędnościowe – pierwsza spółdzielnia żydowska na ziemiach polskich.
Została założona w 1898 w Wilnie.
W 1902 władze carskie wydały rozporządzenie, w myśl którego 2/3 członków nowo organizowanej spółdzielni miało składać się z chrześcijan, a tylko 1/3 mogli stanowić Żydzi. Później te przepisy złagodzono.